# 関藤碩衛
関藤 碩衛（せきどう ひろえ、1871年7月24日（明治4年6月7日）- 1957年（昭和32年）5月9日）は、岡山県小田郡陶山村（現・笠岡市）出身の官吏、地方政治家。初代倉敷市長。

## 来歴
1871年6月7日、小田郡陶山村に生まれる。私立関西学館を卒業し、小田郡書記となる。
その後、岡山県庁へ入り県知事官房主事まで昇進したが辞任し、1921年、赤磐郡長となる。その後、浅口郡長、倉敷町長を歴任。1928年、市制が発布され、初代倉敷市長に就任する。その後日比町長となる。
1940年、日比町と宇野町が合併し玉野市となり初代市長に就任する。初代市長に2度就任することは稀な出来事であった。戦後、公職追放となる。
追放解除後の1957年5月9日死去。享年85。